# Gerhart-Hauptmann-Preis (1925)
Der Gerhart-Hauptmann-Preis war ein Literaturpreis, der von der 1922 gegründeten Gerhart-Hauptmann-Stiftung verliehen wurde. Der Preis ist nach dem Dramatiker Gerhart Hauptmann benannt.

## Geschichte
Die anlässlich von Gerhart Hauptmanns 60. Geburtstag 1922 „zur Unterstützung begabter und bedürftiger Dichter“ gegründete Stiftung (nicht identisch mit der heutigen Gerhart-Hauptmann Stiftung (1994-)) verlieh den Preis erstmals 1925 an den langjährigen Lektor des S. Fischer Verlags, Moritz Heimann. Die Initiative zur Stiftungsgründung geht wohl auf einen privaten Mäzen, den Verleger und Antiquar Martin Wasservogel zurück. Es folgten jährliche Verleihungen, u. a. an Robert Musil, bis der Preis 1931 zum letzten Mal vergeben und damit auch eingestellt wurde. 1952 rief die Freie Volksbühne Berlin den gleichnamigen Gerhart-Hauptmann-Preis ins Leben, der 1996 „vorläufig zum letzten Mal“ vergeben wurde.

## Preisträger
- 1925 Moritz Heimann
- 1926 Theodor Däubler
- 1927 Max Herrmann-Neiße
- 1928 Heinrich Hauser (für den Roman Brackwasser)
- 1929 Robert Musil
- 1930 Hans von Hülsen (für den Roman Schatz im Acker)
- 1931 Annette Kolb